# Sobekemsaf I
Sekhemre Wadjkhaw Sobekemsaf (gọi tắt là Sobekemsaf I) là một pharaon thuộc Triều đại thứ 17 của Ai Cập cổ đại. Ông xuất hiện qua những dòng văn tự về những cuộc khai thác mỏ đá tại vùng Wadi Hammamat vào năm thứ 7 của ông.
Sobekemsaf I cai trị trong khoảng năm 1619 - 1603 TCN, theo nhà Ai Cập học Detlef Franke. Trong thời gian cai trị, ông đã cho khôi phục và trang trí lại Đền thờ thần Montu tại Medamud.

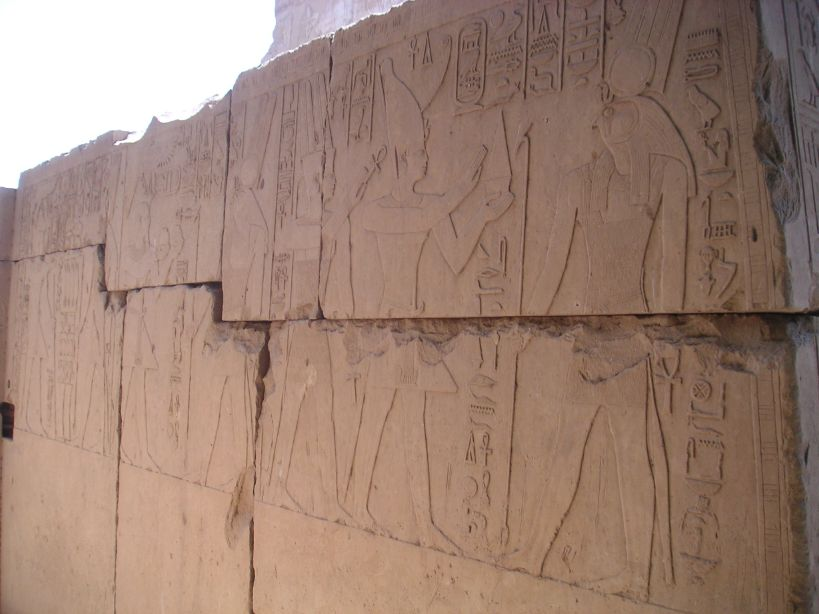
Sobekemsaf I trên tường của Đền thờ Montu

## Gia quyến
Sobekemsaf I là người kế nhiệm của Rahotep, nhưng ông không có quan hệ huyết thống với vị pharaon này. Con trai ông, Sobekemsaf II, kế vị ngai vàng sau khi ông qua đời. Hai người cháu nội của Sobekemsaf I, đều trở thành vua, tức Nubkheperre Intef và Sekhemre-Wepmaat Intef.
Chính cung của Sobekemsaf I là hoàng hậu Nubemhat, là mẹ của công chúa Sobekemheb; tuy nhiên bà không được chứng thực là mẹ của Sobekemsaf II. Sobekemheb lấy hoàng tử Ameni, con của một pharaon vô danh và hoàng hậu Haankhes.

## Trị vì
Nhà Ai Cập học Aidan Dodson đặt Sobekemsaf I sau Djehuti (một vị vua chưa rõ thuộc về triều đại nào) và Sekhemre-Wepmaat Intef. Trong khi đó, Kim Ryholt lại đặt ông đứng sau Sekhemre-Wepmaat Intef và Nubkheperre Intef. Ryholt lưu ý rằng "Con trai của vua, Antefmose (Intefmose)" được ca tụng bởi một vị vua Sobekemsaf trên một bức tượng nhỏ tại Bảo tàng Anh. Vì vậy ông cho rằng Sobekemsaf hẳn là người kế nhiệm của những vị vua Intef. Daniel Polz lại phản đối điều này.
Trái lại, nhà nghiên cứu Daniel Polz, người phát hiện ra ngôi mộ của Nubkheperre Intef vào năm 2001, cho thấy rằng Nubkheperre cai trị vào cuối triều đại thứ 17. Từ các văn bản trên một rầm cửa được tìm thấy từ một phần còn lại của ngôi đền tại Gebel-Antef, người ta thấy Nubkheperre Intef và Sekhemre-Wepmaat Intef là 2 người con của Sobekemsaf II, theo Ryholt. Dodson cũng đồng quan điểm với ông. Polz đã đặt Nubkheperre lên trước 3 vị vua Senakhtenre, Seqenenre, Kamose, và xếp Sekhemre-Heruhirmaat Intef là một vị vua ngắn ngủi vào giữa Nubkheperre và Senakhtenre.
Cái hộp của Minemhat, một vị quan dưới triều đại vua Nubkheperre Intef, được phát hiện có ghi Năm thứ 3 của Nubkheperre. Cái hộp này cũng là một trong số những vật dụng tang lễ của Hornakht, một vị quan dưới thời Seqenenre. Điều này cho thấy Nubkheperre Intef và Seqenenre Tao là những người cầm quyền cách nhau không lâu.

## Lăng mộ
Ngôi mộ của Sobekemsaf I đã bị trộm viếng và xác ướp của ông bị hủy hoại khá nặng nề. Người ta chỉ tìm được vài món tùy táng còn sót lại: một kỷ vật hình con bọ hung bằng vàng và một hộp đựng những bình canopic, tất cả chỉ ghi tên riêng của ông "Sobekemsaf", được Dodson và Ryholt xác định là của ông.

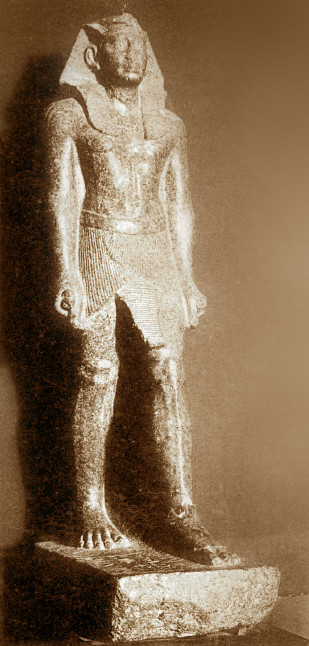
Tượng của Sobekemsaf I, trưng bày tại Bảo tàng Cairo